# デカカルボニル二レニウム
デカカルボニル二レニウム（デカカルボニルにレニウム、英: decacarbonyldirhenium）は、化学式が Re2(CO)10 と表される金属カルボニルである。市販品が入手可能で、多くのレニウムのカルボニル錯体の合成における出発物質として利用される。1941年にヴァルター・ヒーバーによって Re2O7 をカルボニル化することで初めて合成され、報告された。Re-Re 結合で結びついた1対の四角錐形 Re(CO)5 ユニットからなる。Mn2(CO)10 と Tc2(CO)10 も同じ構造をとる。
Re-Re 結合は様々なハロゲンの反応によって切断される。
{\displaystyle {\ce {Re2(CO)10\ +{\mathit {x}}_{2}->2Re(CO)5{\mathit {x}}\ ,}}}{\displaystyle ({\mathit {x}}{\mbox{ = Cl, Br, I)}}}
臭素を用いると、それ自身が多くのレニウム錯体の反応中間体であるブロモペンタカルボニルレニウム(I)が生成する。